# Quaqua multiflora
Quaqua multiflora là một loài thực vật có hoa trong họ La bố ma. Loài này được (R.A.Dyer) Bruyns miêu tả khoa học đầu tiên năm 1983.